# Александар Извољски
Алескандар Петрович Извољски (рус. Александр Петрович Извольский; Москва, 6. март 1856 — Париз, 16. август 1919) је био руски дипломата, један од главних креатора руског савеза са Великом Британијом који је постигнут неколико година пре избијања Првог светског рата.
Након успешног школовања оженио се грофицом фон Тол, која је била у даљем сродству са царском породицом. Радио је у министарству спољних послова. Био је руски амбасадор у Ватикану, Београду, Минхену, Токиу и Копенхагену а између 1906. и 1910. био је руски амбасадор у Француској.